# The Wheel of Time
The Wheel of Time er en serie fantasyromaner af den amerikanske forfatter James Oliver Rigney, Jr. (1948-2007), skrevet under pseudonymet Robert Jordan. Den første roman, The Eye of the world, blev udgivet i 1990. På grund af forfatterens død i 2007, blev serien overtaget af Brandon Sanderson, som afsluttede den med at skrive The Gathering Storm, Towers of Midnight og A Memory of light, ved hjælp af de mange noter og tekster Robert Jordan havde efterladt.
Serien er på 14 bind. Ingen er udgivet på dansk.
- The Eye of the World (1990)
- The Great Hunt (1990)
- The Dragon Reborn (1991)
- The Shadow Rising (1992)
- The Fires of Heaven (1993)
- Lord of Chaos (1994)
- A Crown of Swords (1996)
- The Path of Daggers (1998)
- Winter's Heart (2000)
- The Crossroads of Twilight (2003)
- Knife of Dreams (2005)
- The Gathering Storm (2009) – med Brandon Sanderson
- Towers of Midnight (2010) – med Brandon Sanderson
- A Memory of Light (2013) – med Brandon Sanderson

Desuden er der forløberen New Spring, der foregår i samme univers som de øvrige romaner, men handler om begivenheder, der finder sted før The Eye of the World.
The Wheel of Time har affødt megen fanfiktion, og er også udkommet som rollespilssetting (med brug af d20-systemet).

## Handling
Wheel of Time-serien handler om den unge Rand'Al Thor. Hans liv bliver radikalt forandret, da en Aes Sedai ved navn Moiraine og hendes vogter Lan besøger Emonds Field i The Two Rivers, hvor protagonisten bor. Moiraine og Lan søger i området efter Ta'veren, og støder på Rand'al Thor, Matrim Cauthon og Perrin Aybarra, alle tre besidder egenskaben til at forandre The Pattern, dvs. kunne forandre historiens gang, omkring dem, hvilket gør dem til Ta'veren. Moiraine og Lan tager af sted med de tre drenge, samt Nynaeve Al'Meara og Egwene al'vere, to unge piger, der begge kan benytte The One Power.
Deres mål er at nå til Tar Valon, byen Aes Sedais højsæde befinder sig. Derfra splitter de forskellige figures mål og handlinger sig, og historien følger skiftevis de forskellige personers handlinger. Der kommer flere nye personer til, dog løber alle mod det endelige mål. som er en konfrontation med The Dark One.
 Der er for få eller ingen kildehenvisninger i denne artikel, hvilket er et problem. Du kan hjælpe ved at angive troværdige kilder til de påstande, som fremføres i artiklen.

| Bog | Spire Denne artikel om bøger og tidsskrifter er en spire som bør udbygges. Du er velkommen til at hjælpe Wikipedia ved at udvide den. |